# Naoki Yuasa
Naoki Yuasa (japanska: 湯浅 直樹, Yuasa Naoki), född den 24 april 1983 i Sapporo, är en japansk alpin skidåkare (slalomspecialist).
Han debuterade i världscupen i mars 2003. Han har där hittills en tredje plats, i slalom i Madonna di Campiglio december 2012. I vinter-OS 2006 tog han en överraskande 7:e plats i slalom. I världscupslalomen den 6 januari 2014 körde han upp till en fjärde plats i andra åket från att ha legat på plats 21 från det första åket.